# Jesper Hansen (ciclista)
Jesper Hansen (Copenhague, 23 de octubre de 1990) es un ciclista danés que fue profesional entre 2009 y 2021.

## Palmarés
2015
- Tour de Noruega, más 1 etapa

## Resultados en Grandes Vueltas y Campeonatos del Mundo
| Carrera         | Carrera         | 2009 | 2010 | 2011 | 2012 | 2013 | 2014 | 2015 | 2016 | 2017 | 2018 | 2019 | 2020 | 2021 |
| --------------- | --------------- | ---- | ---- | ---- | ---- | ---- | ---- | ---- | ---- | ---- | ---- | ---- | ---- | ---- |
|                 | Giro de Italia  | —    | —    | —    | —    | —    | —    | —    | —    | 32.º | —    | —    | 44.º | —    |
|                 | Tour de Francia | —    | —    | —    | —    | —    | —    | —    | —    | —    | 56.º | —    | —    | —    |
|                 | Vuelta a España | —    | —    | —    | —    | —    | —    | 52.º | —    | Ab.  | —    | Ab.  | —    | —    |
| Mundial en Ruta | Mundial en Ruta | —    | —    | —    | —    | —    | —    | —    | —    | —    | Ab.  | —    | Ab.  | —    |

—: no participa

Ab.: abandono

## Equipos
- Team Energi Fyn (2009[2] -2011)
- Glud & Marstrand/Cult Energy (2012-2013)
  - Glud & Marstrand-LRØ (2012)
  - Team Cult Energy (2013)
- Saxo/Tinkoff (2013[3] -2016)
  - Team Saxo-Tinkoff (2013)
  - Tinkoff-Saxo (2014-2015)
  - Tinkoff (2016)
- Astana Pro Team (2017-2018)
- Cofidis, Solutions Crédits[4] (2019-2020)
- Riwal Cycling Team[5] (2021)